# Моріс Московіч
Моріс Московіч (23 листопада 1871, Одеса, Російська імперія — 18 червня 1940, Лос-Анджелес, США) — американський театральний актор єврейського походження, який знімався у фільмах, таких як «Великий диктатор».

## Життя та кар'єра
Моріс Московіч народився в колишній Російській імперії в Одесі. Він емігрував до США не пізніше 1897 року і десятиліттями виступав у театрі ідишів у Нью-Йорку, а також виступав у двох п'єсах Бродвею 1930 року. В останні чотири роки свого життя Московіч виконавець допоміжних ролей у близько 14 фільмах. Своїм виразним акцентом він переважно зображав мудрих, доброзичливих, часто єврейських старців. Він зіграв крамника у стрічці «Поступися місцем завтрашньому дню» (англ. «Make way to tomorrow») (1937) та поціновувача мистецтв Моріса Коберта в «Улюбленій справі» (1939) з Айрін Данн та Чарльзом Бойєром.
Його останнім фільмом була сатирична гігієнічна сатира Чарлі Чапліна «Великий диктатор», в якій він зіграв доброзичливого єврейського сусіда Барбера, містера Йекеля, який втікає у вигнання до свого брата.
Моріс Московіч помер у віці 68 років після операції. На момент смерті він виконував роль майстра танцю у стрічці «Танцюй, дівчинко, танцюй». Його роль довелося швидко переписати для актриси Марії Успенської. Він похований поряд з дружиною Роза (1872—1944) на цвинтарі «Hollywood Forever» у Голлівуді.
Син Московіча — Ноель Медісон (1897—1975), також був актором.

## Фільмографія
| Рік  | Назва                  | Роль                  |
| ---- | ---------------------- | --------------------- |
| 1936 | Зимовий захід          | Есдра                 |
| 1937 | Шлях до завтра         | Макс Рубенс           |
| 1937 | Шпигун                 | Генерал Фон Мейнхардт |
| 1938 | Шлюз                   | Дідусь Главек         |
| 1938 | Суец                   | Мухаммед Алі          |
| 1939 | Роман                  | Моріс Коберт          |
| 1939 | Сюзанна з гір          | Шеф Великий Орел      |
| 1939 | Лише по імені          | Доктор Мюллер         |
| 1939 | Ріо                    | Старий засуджений     |
| 1939 | Велика заповідь        | Ламеч                 |
| 1939 | Все відбувається вночі | Доктор Гюго Норден    |
| 1940 | На південь до Каранги  | Пол Стако             |
| 1940 | Великий диктатор       | Містер Йекель         |